# На прицеле у смерти
«На прицеле у смерти» (фр. A Tout Coeur A Tokyo Pour OSS 117) — кинофильм. Экранизация произведения Жана Брюса.

## Сюжет
«ЮС-24», американская военно-морская база в Тихом океане, уничтожена. Юбер Бониссёр де ля Бат, французский аристократ, а по совместительству секретный агент OSS-117, послан в Токио, чтобы расследовать, кто это сделал. Вскоре он выясняет, что шифровальщица в американском посольстве передавала ценную информацию японской банде. Ева Давидсон признаётся ему, что делала это по принуждению, а теперь готова сотрудничать. OSS-117 притворяется мужем Евы, чтобы лучше расследовать контакты между ней и бандой, которая добывает информацию о второй базе.